# Сен-Самсон-сюр-Ранс
Сен-Самсо́н-сюр-Ранс (фр. Saint-Samson-sur-Rance, брет. Sant-Samzun) — коммуна во Франции, находится в регионе Бретань. Департамент — Кот-д’Армор. Входит в состав кантона Плелен-Тригаву. Округ коммуны — Динан.
Код INSEE коммуны — 22327.

## География
Коммуна расположена приблизительно в 330 км к западу от Парижа, в 50 км северо-западнее Ренна, в 55 км к востоку от Сен-Бриё.
Вдоль восточной границы коммуны протекает река Ранс.

## Население
Население коммуны на 2016 год составляло 1 587 человек.
| 1962 | 1968 | 1975 | 1982 | 1990 | 1999 | 2008 | 2016 |
| ---- | ---- | ---- | ---- | ---- | ---- | ---- | ---- |
| 460  | 477  | 548  | 874  | 1180 | 1151 | 1508 | 1587 |

## Администрация
| Период | Период | Фамилия      | Партия                  | Примечания |
| ------ | ------ | ------------ | ----------------------- | ---------- |
| 1995   | 2014   | Рене Рено    | Социалистическая партия | сенатор    |
| 2014   |        | Жан-Мари Лор | Республиканцы           | пенсионер  |

## Экономика
В 2007 году среди 972 человек в трудоспособном возрасте (15—64 лет) 710 были экономически активными, 262 — неактивными (показатель активности — 73,0 %, в 1999 году было 67,0 %). Из 710 активных работали 652 человека (343 мужчины и 309 женщин), безработных было 58 (24 мужчины и 34 женщины). Среди 262 неактивных 89 человек были учениками или студентами, 103 — пенсионерами, 70 были неактивными по другим причинам.

## Достопримечательности
- Церковь Сен-Самсон
  - Статуя «Мадонна с младенцем» (XVIII век). Высота — 160 см. Исторический памятник с 1966 года[3]
  - Аналой (XVIII век). Исторический памятник с 1956 года[4]
  - Запрестольный образ (XVIII век). Исторический памятник с 1966 года[5]
  - Поднос для сбора пожертвований (XVII век). Исторический памятник с 1968 года[6]
- Усадьба Шателье-Гитрель (XVI век). Исторический памятник с 2008 года[7]
- Менгир «Пьер-Лонг» (эпоха неолита). Исторический памятник с 1977 года[8]

## Фотогалерея

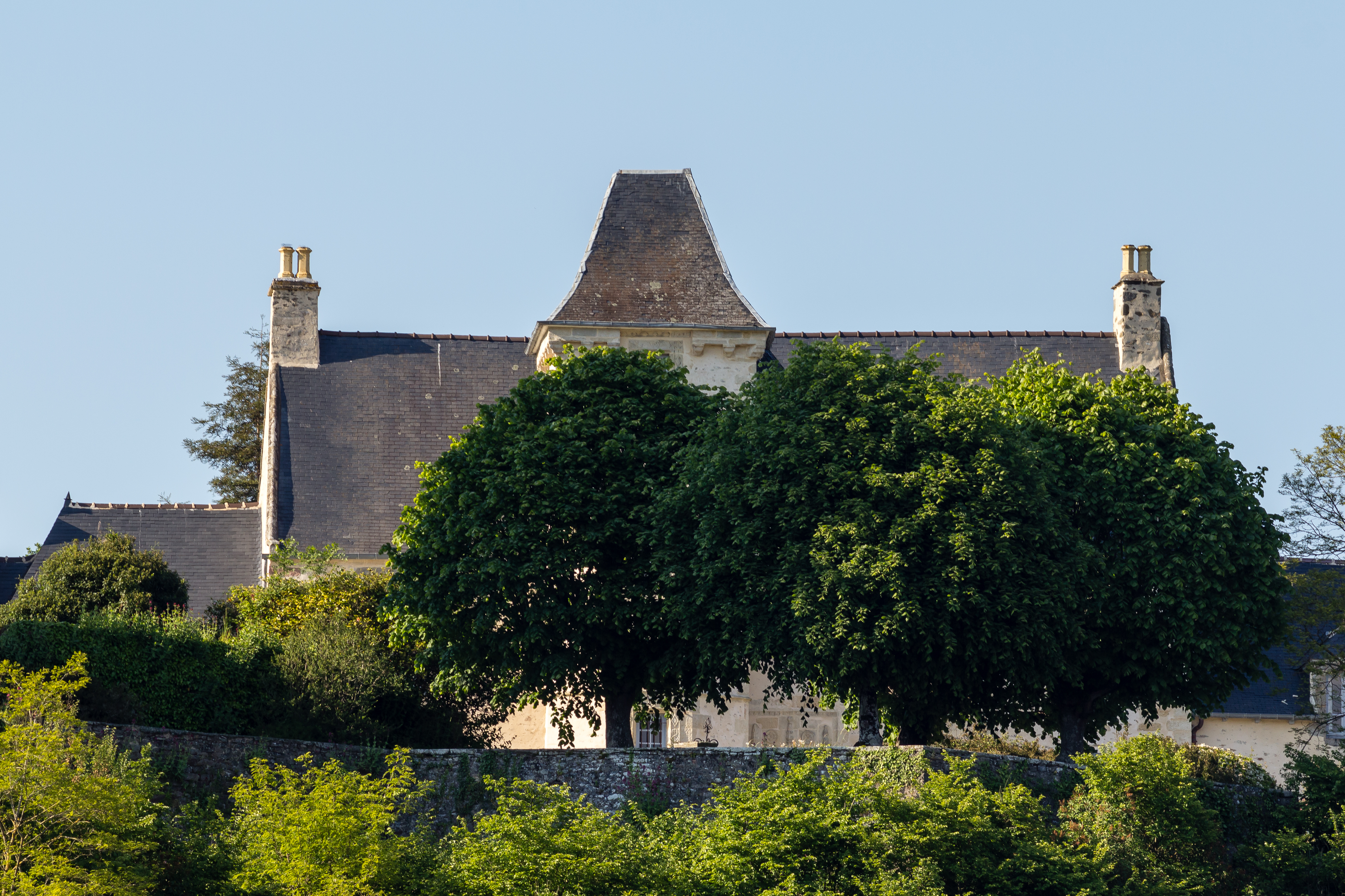
Усадьба Шателье-Гитрель
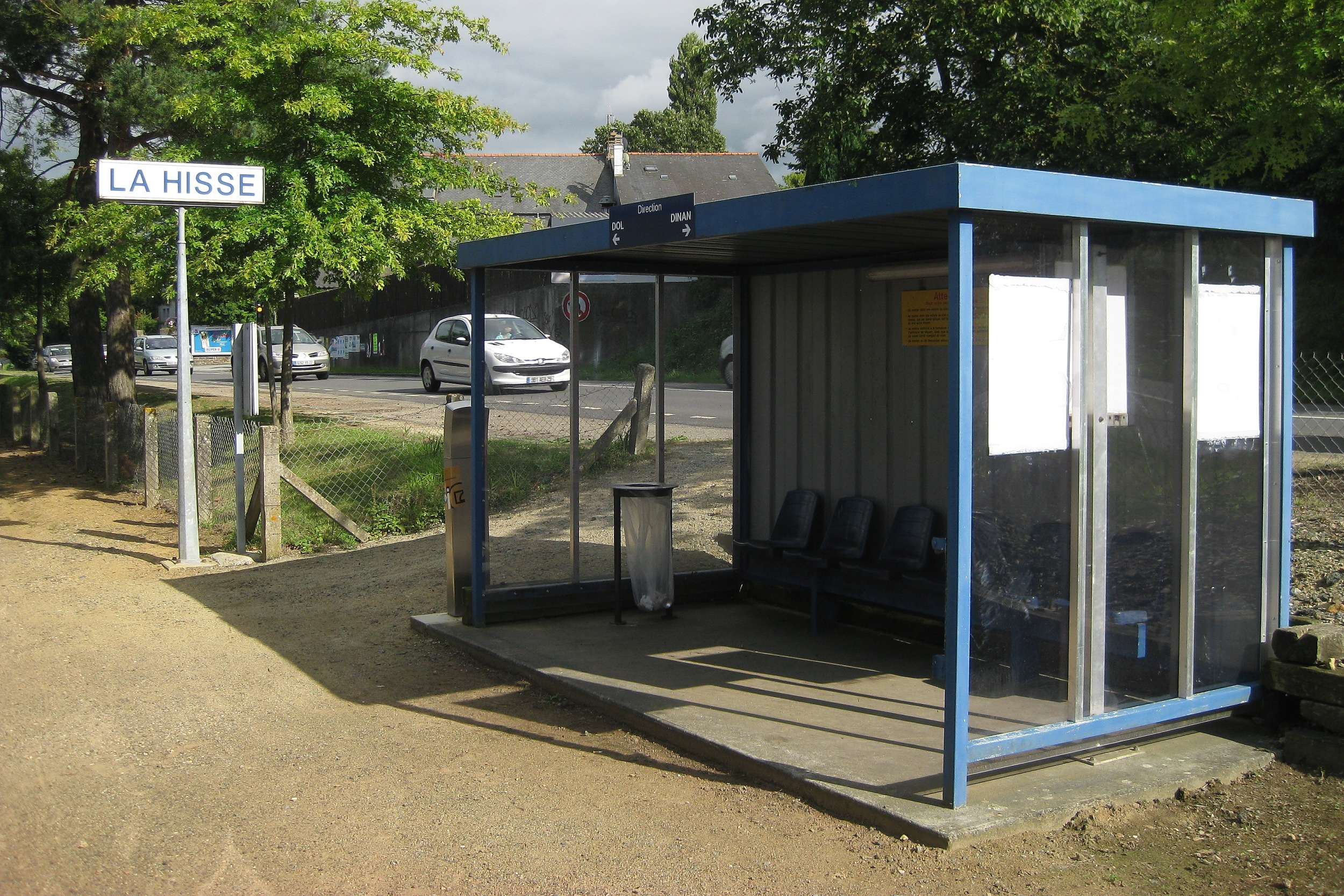
Вокзал
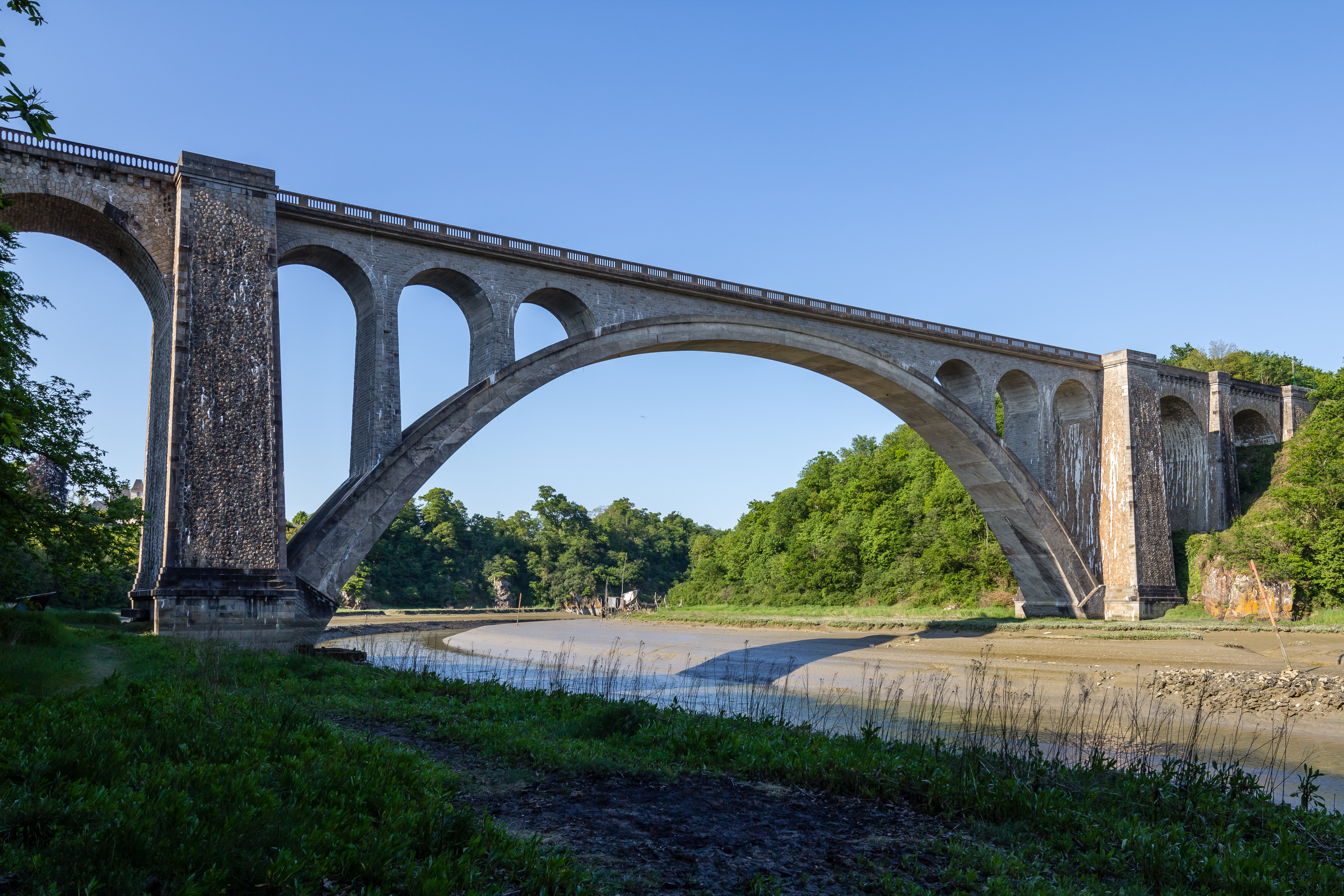
Мост Лессар
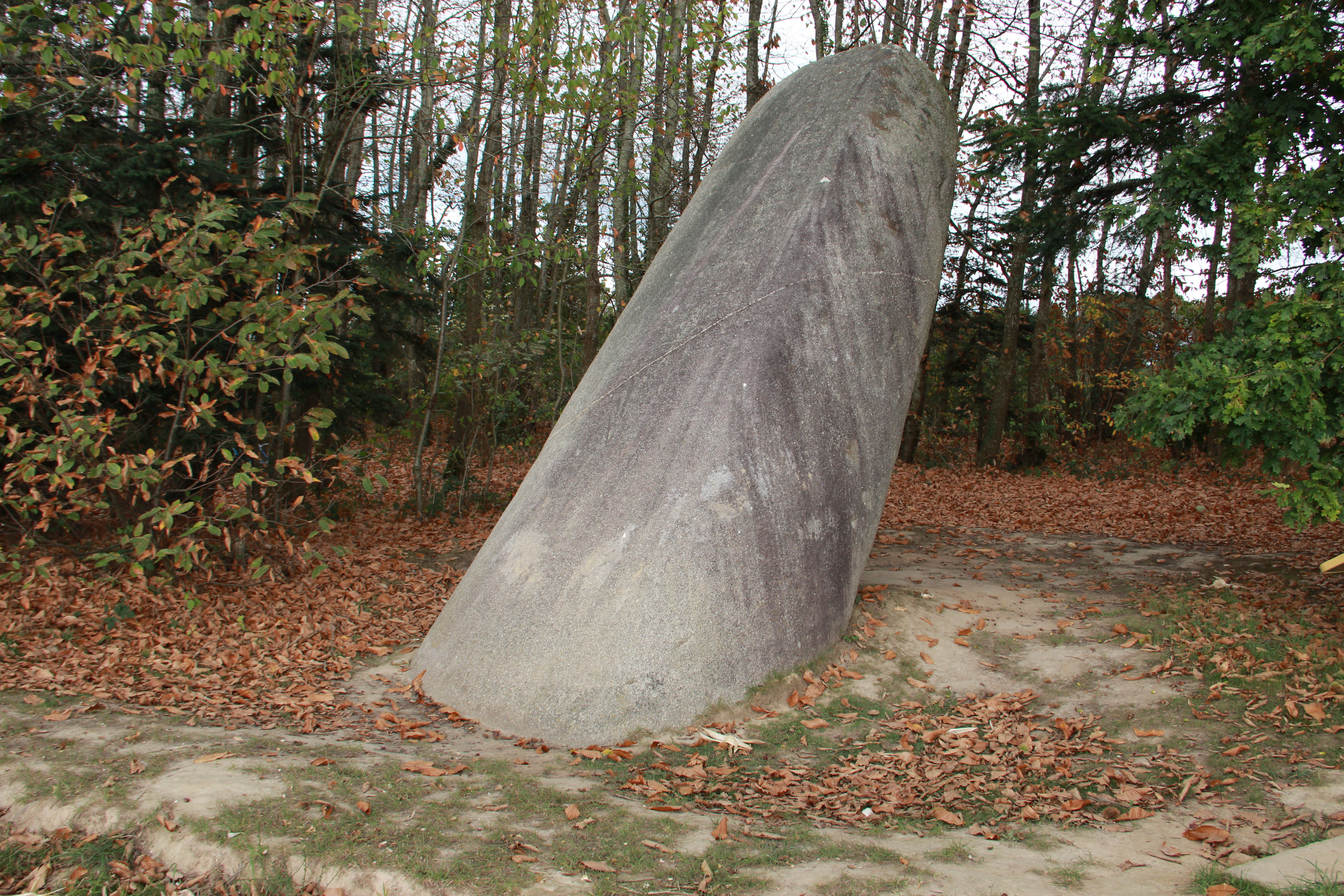
Менгир